# Chrysobothris chiricahuae
Chrysobothris chiricahuae es una especie de escarabajo del género Chrysobothris, familia Buprestidae. Fue descrita científicamente por Knull en 1937.